# Anthrenus debilis
Anthrenus debilis là một loài bọ cánh cứng trong họ Dermestidae. Loài này được Háva miêu tả khoa học năm 2005.